# Expedito Sabino
Expedito Sabino da Silva (Perdões, 10 de outubro de 1941 – 28 de setembro de 2023, Cuiabá) foi um professor brasileiro. Ele era docente aposentado da Universidade Federal de Mato Grosso (UFMT) tendo atuado no curso de educação física, vinculado a Faculdade de Educação Física (FEF). Sabino ingressou na instituição em 1977. Ele implantou a modalidade atletismo se especializando nas provas de corridas. Fundou a Federação de Atletismo de Mato Grosso (FAMT) sendo o primeiro presidente eleito. Na FAMT criou a escolinha de Atletismo do Uirapuru. Enquanto treinador, revelou vários talentos, incluindo Jorilda Sabino, Nadir Sabino e Juarez Sabino.
Sabino foi membro das comissões técnicas da Seleção Brasileira de Atletismo, tendo participação de Jogos Olímpicos de Verão de  Los Angeles (1984), Seul (1988), Barcelona (1992) e Atlanta (1996). Ele também atuou na criação de corridas de rua como Corrida de Reis, Largue o Cigarro Correndo, Corridas dos Correios e a antiga Corrida Cuiabá – Santo Antônio. Aposentou-se da UFMT em 1998. Em 2020, durante a inauguração do Centro Olímpico de Treinamento da Universidade Federal de Mato Grosso, ele foi homenageado pelo governador Mauro Mendes (União). Era natural de Perdões, Minas Gerais, porém tornou-se cidadão mato-grossense em 2018, graças ao título concedido pela Assembleia Legislativa de Mato Grosso (ALMT) através de iniciativa do deputado Saturnino Masson.
Expedito Sabino faleceu em 28 de Setembro de 2023, aos 82 anos, devido a complicações do Alzheimer.